# Сельское поселение «Посёлок Горин»
Се́льское поселе́ние «Посёлок Горин» — муниципальное образование в Солнечном районе Хабаровского края Российской Федерации.
Административный центр — посёлок Горин.

## История
Статус и границы сельского поселения установлены Законом Хабаровского края от 28 июля 2004 года № 208 «О наделении посёлковых, сельских муниципальных образований статусом городского, сельского поселения и об установлении их границ».

## Население
| 2010  | 2011  | 2012  | 2013  | 2014  | 2015  | 2016  |
| ----- | ----- | ----- | ----- | ----- | ----- | ----- |
| 4152  | ↘4143 | ↗4144 | ↘4123 | ↘4063 | ↘4054 | ↘3982 |
| 2017  | 2018  | 2019  | 2020  | 2021  |       |       |
| ↘3930 | ↘3859 | ↘3749 | ↗3811 | ↘3209 |       |       |

## Состав сельского поселения
| № | Населённый пункт | Тип населённого пункта          | Население |
| - | ---------------- | ------------------------------- | --------- |
| 1 | Горин            | посёлок, административный центр | ↘3209     |